# 加藤政一 (衆議院議員)
加藤 政一（かとう せいいち、1860年（万延元年4月） - 1893年（明治26年）7月19日）は、日本の政治家、衆議院議員（1期）。

## 経歴
尾張国海東郡(のち愛知県海部郡南陽村→南陽町、現・名古屋市港区)に生まれる。漢学を学び、農業を営む。
1892年2月の第2回衆議院議員総選挙において愛知6区から独立倶楽部所属で立候補して当選する。衆議院議員を1期務め、同年9月に衆議院議員を辞職した。1893年に死去した。